# Bogie-Achsen
Bogie-Achsen, auch Doppelachsaggregat, Pendelaggregat oder Tandemachse, sind Doppelachsen, die auf jeder Seite über Waagebalken oder drehbar am Fahrzeugrahmen befestigte Blattfedern verbunden sind. Die statische Achslast zweier hintereinanderliegender Räder bleibt dann gleich groß und ist unabhängig vom Federweg.
Der Vorteil dieser Konstruktion ist, dass die Reifen auch bei erheblichen Unebenheiten den Bodenkontakt behalten. Dies wird beispielsweise bei Forstfahrzeugen genutzt, die Baumstümpfe oder Erdhügel überfahren müssen.
Der deutsche Produzent von Bogieachsen für selbstfahrende Forstmaschinen NAF AG hat das Permanent Bogie Balancing System (PBBS) entwickelt. Im Geländeeinsatz verhindert der doppelte Planetentrieb in der Bogieachse das Aufstellen der vorderen Räder und sorgt für optimale Lastverteilung und Traktion der Maschine.
Bei größeren Flugzeugen ist das Hauptfahrwerk ebenfalls oft mit Bogie-Achsen ausgestattet: mit einer Doppel- (Airbus A300, A310, A330, A340, Boeing B747) oder einer Dreifachachse (A380, B777). Durch diese Bauart setzen die Räder beim Landen achsweise nacheinander auf. In der Raumfahrt findet diese Art von Achsen insbesondere bei Rovern Anwendung.

Die Bezeichnung kommt von englisch bogie für das Drehgestell bei Eisenbahnwagen.

Bogieachse für Schwerlastfahrzeuge
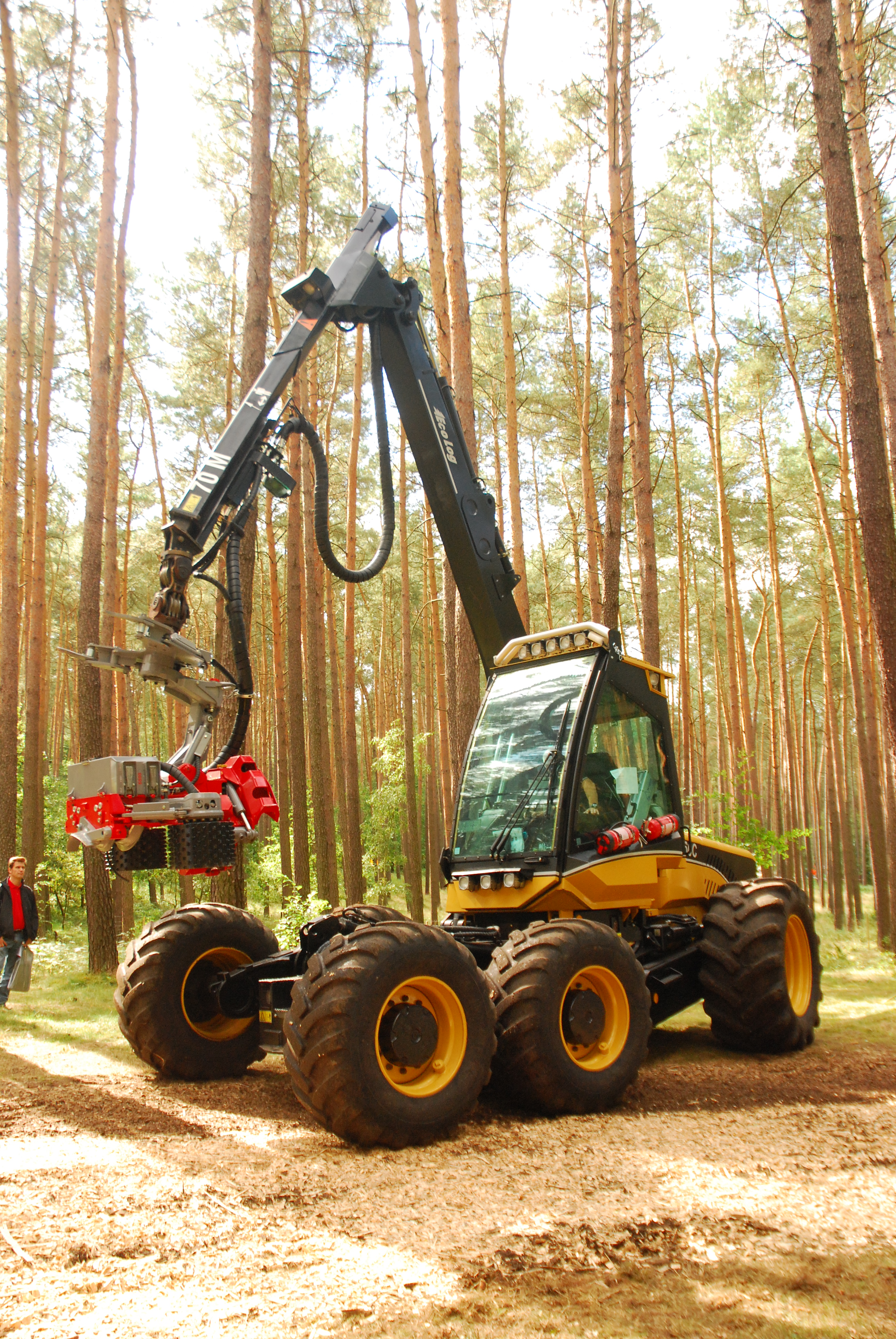
Holzvollernter EcoLog 560C mit Bogie-Achsen
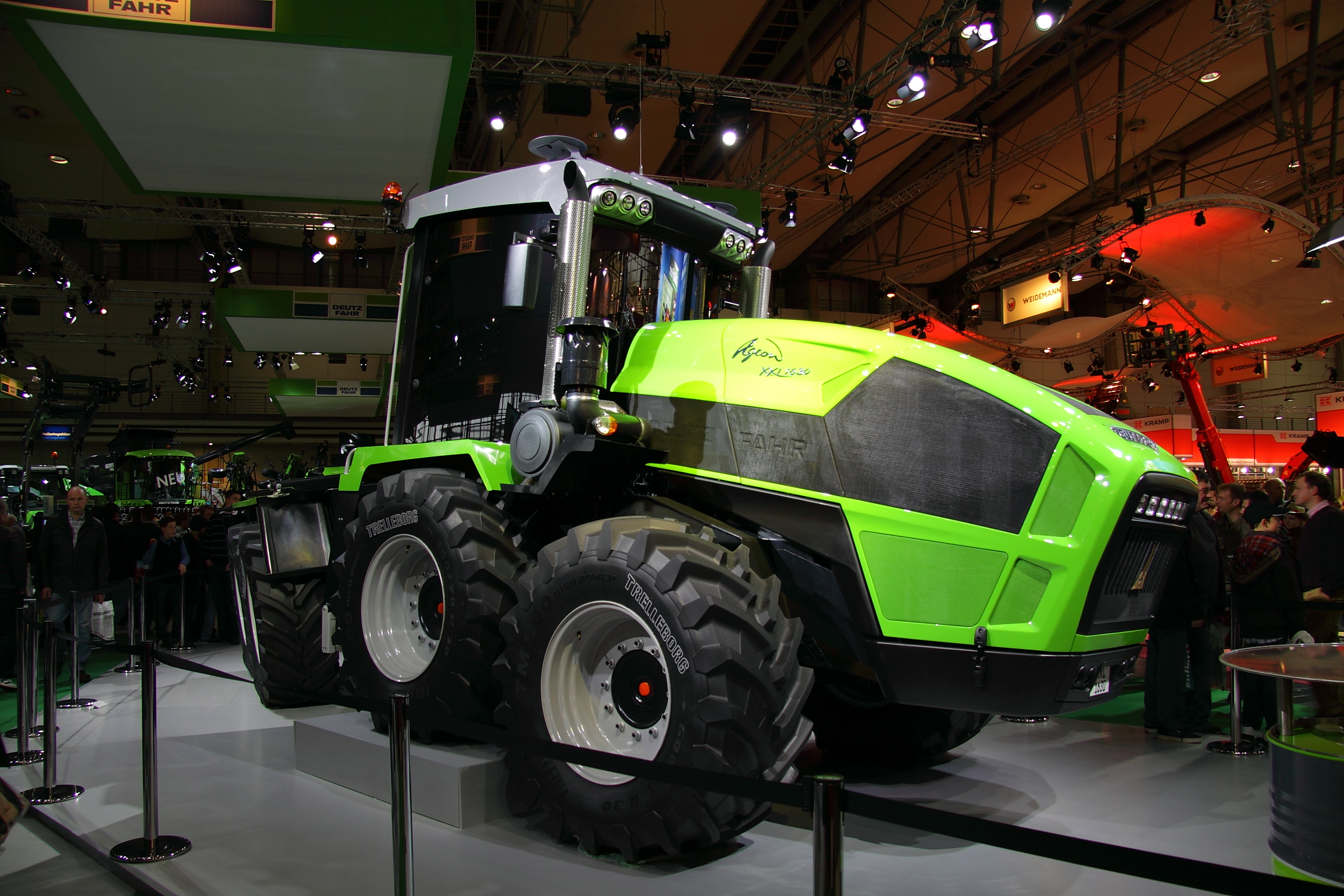
Deutz-Traktor Agro XXL mit Bogie-Achsen
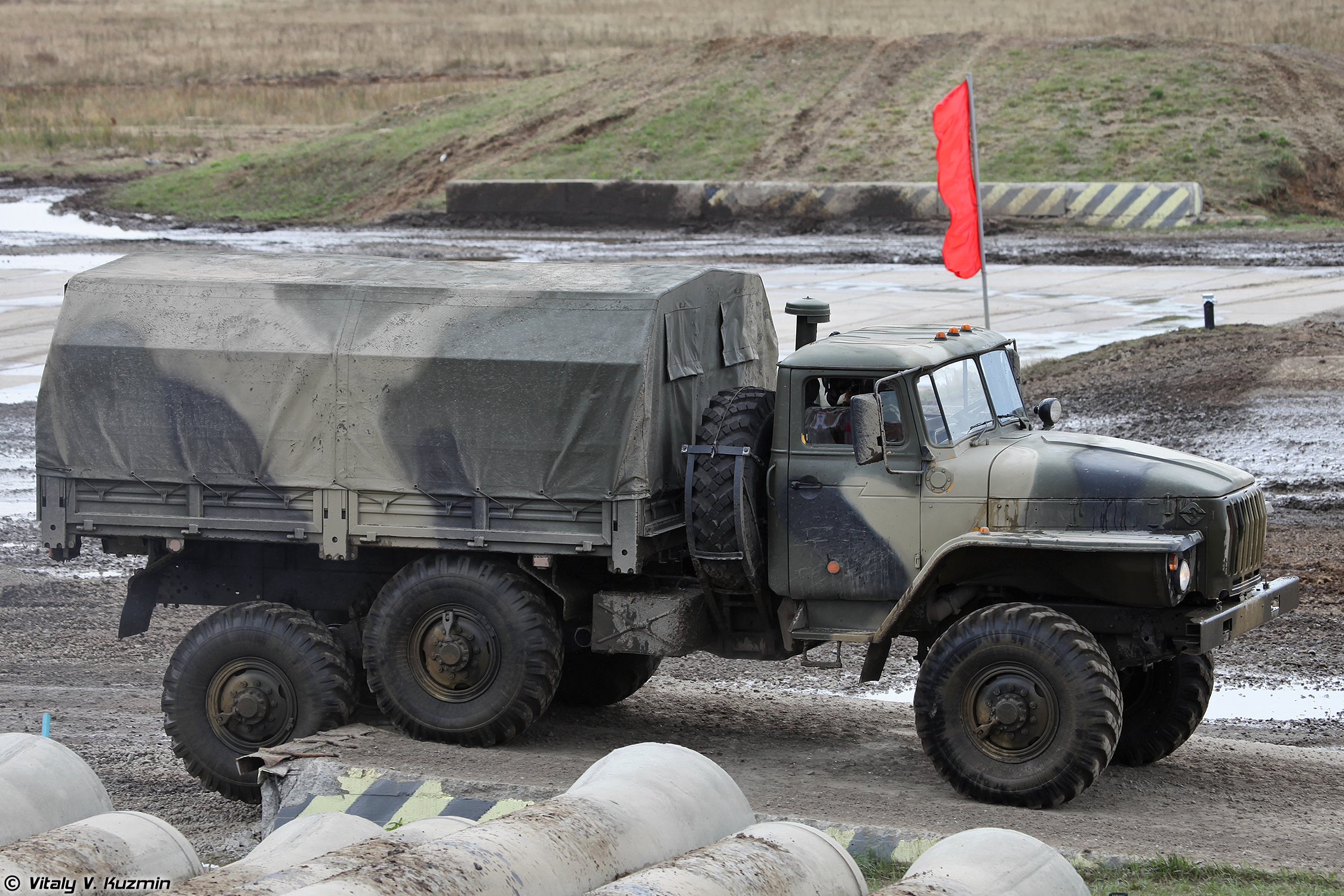
Doppelachsaggregat an einem Ural-4320 beim Überwinden einer Stufe (2014)
Rocker-Bogie